# Chlorochaeta dissessa
Chlorochaeta dissessa là một loài bướm đêm trong họ Geometridae.